# Balázs Béla Stúdió
A Balázs Béla Stúdió (BBS) 1959-ben alakult magyar kísérleti filmes stúdió volt. Működése első két évében tagjai filmet még nem készítettek, a Stúdió inkább filmklubként, előadások és viták fórumaként működött. 1961-től indult be a tényleges alkotómunka, de a Stúdió tagjai munkáikat bemutatási kötelezettség nélkül készíthették, ami a cenzúra és az öncenzúra, a kompromisszumok nélküli kísérletezés lehetőségét adta meg a fiatal rendezőknek.
A 70-es években nagyjátékfilmeket is készítettek a Stúdió tagjai (Maár Gyula - Prés, Lányi András - Segesvár és Bódy Gábor - Amerikai anzix), de a meghatározó alkotások a társadalmi konfliktusokat, valamint a magyar történelem egyes epizódjait bemutató dokumentumfilmek maradtak. A 80-as években indult el innen az érzékenység stílusiskolája, amelynek központi eleme a történetmesélés lehetőségeinek újrafelfedezése és a hatásközpontúság volt. A 90-es években folytatódott a mozgóképi és videós kísérletezés, az amatőrfilmek és az archív anyagok átírása, újraszerkesztése.
A Stúdió fennállása során 271 rendező 511 filmet készített, igen jelentős formai, terjedelmi és stílusbeli eltérésekkel. 1989 (a rendszerváltás) után a Stúdió különleges helyzete megszűnt, szellemi és anyagi bázisa meggyengült. A 2000-es években már csak kevés film készült és a Stúdió egyre inkább archívumként funkcionált tovább.

## Kezdetek
Néhány fiatal és lelkes rendező, kritikus és dramaturg kezdeményezésére 1958-ban megalakult számottevően filmesekből álló baráti társaság, amelyet Balázs Béla Stúdiónak neveztek el, a minisztérium Film- főigazgatóságának támogatásával. Írókat, képzőművészeket, zenészeket is meghívtak a stúdióba, hogy közösen vitathassák meg a frissiben elkészült vagy a Magyarországra került filmeket. Maga a szervezet nem volt egységes, azokat a fiatalokat és tapasztalatgyűjtőket csoportosította, akik összegyűltek filmvetítésekre, baráti beszélgetésekre és néha egy-egy rövidebb film elkészítésére. Eleinte csak röpke koncepciók, pillanatnyi elhatározások alapján készíttettek filmeket, így aztán néhány kevésbé jól sikerült film is készült. 50 év alatt 271 rendező 511 filmet készített. Többféle műfajban is alkottak itt: kisjátékfilm, nagyjátékfilm, (nagyon rövid és nagyon hosszú) dokumentumfilm, etűd, animációs film, kísérleti film. Minden generáció újabb és újabb elképzelést hozott, mely hatására a Stúdió filmjei nagyon sokszínűek, néha egymás világkének nézeteinek is ellentmondanak. Közös érdemük viszont a pozitív hatásuk a korabeli magyar filmelméletre.
A Kádár-korszakban született a Stúdió a hatalom kegyéből, de mégis meg tudta őrizni függetlenségét. A KISZ-hez hasonlóan fiatalos, pártos szerveződésnek szánták. Hamarosan kiderült, hogy nem követi az elvárt hivatalos szellemiséget. 
A nagypolitikában bekövetkezett változás – többé nem a párthűség, hanem a művészi minőség a fontos, mivel (Aczél szerint ez hatásosabb propaganda – hatására 1961-ben újraalapították a Stúdiót. A többiekkel ellentétben nagy szabadságot kaptak: szabadon gazdálkodhattak, választhattak vezetőséget, nem volt bemutatási kötelezettségük.
A rendszerváltás után a Stúdió szellemisége nem tudott erős maradni. Már nem volt mi ellen lázadni. Lazultak a korlátok és már bárki készíthetett bármilyen filmet. A BBS tovább működött intézményként és még ma is működik.
A BBS-nek köszönhetjük a felismerést, hogy a dokumentumfilm nem lehet objektív. Ez is szubjektív műfaj. Mindezt a dokumentarista szociológiai attitűd kudarcaiból szűrték le. Bódy Gábor Amerikai anzix című filmje kapcsán, ahol a dokumentálásban rejlő manipulációs veszélyt figyelhetjük meg.

### Korszakok

#### 1959/1961-1969
Az 1959-1960 között készült filmek nem sokat bizonyítottak, bár két film igazán maradandó értékű. Az egyik a Bán Róbert Festenek a gyerekek, a másik pedig a Szorongó varázs. Ennek a korszaknak ügybuzgó intézője Gerhárd Pál szinkronrendező volt. Ebben az időben gyakorlóműhelynek tekinthetünk a BBS-ra, mert a Filmművészeti Egyetem hallgatói itt próbálhatták ki először magukat.

#### 1960-70
A kezdeti fejetlenségből kilábalva 1960 őszétől újjáalakult a Balázs Béla Stúdió (BBS) pontos szervezeti szabályzattal, munkafeltételekkel és költségvetéssel.
„Figyelemre méltó, hogy néhány lelkes fiatalember kezdeményezésében egy minisztériumi hivatal milyen éles szemmel látta meg a felnövő rendezői generáció irányításának és támogatásának lehetőségét. Minden túlzás nélkül mondható, hogy ez a kezdeményezés világviszonylatban páratlan” 
Az alkotói szabadságnak a biztosítására olyan szervezetet hoztak létre, melyben a film elkészítéséről vagy elvetéséről maguk a stúdió tagjai döntenek. 1961-ben 1,5 millió állt rendelkezésére a stúdiónak, a rendezők honoráriumot nem kaptak. Az elkészített filmet megtekintette a felügyeleti bizottság, ami a minisztérium Film-főigazgatóságából valamint a MOKÉP-ből állt. A BBS egy olyan, az állam teremtett, helyet foglalta magában, ahol a fiatal és tehetséges emberek filmeket alkothattak. Nem külön intézményként vagy vállalatként, hanem tagjai a filmgyárban, mint asszisztensek működtek. Ez az időszak tekinthető a nagyjátékfilmezés előiskolájának. Gyakorlóterepként funkcionált, mivel más művészeti ágakon tevékenykedő alkotók is beléptek a stúdióba, hiszen mindenki számára nyitott volt, így a periférián lévő művészek is lehetőséget kaptak.

#### 1980-as évek
Egyre több egész estés filmet forgatnak. A szociológiai-dokumentarista „valóságfeltárás” útját követték, erős rendszerkritika jelenik meg a művekben. A reformba, a megújulásba vetett hit itt már nem található meg.

#### 1990-es évek
Újra főként gyakorlóterepként működik a Stúdió, kísérleti filmezésműhelyévé válik.
A Balázs Béla Stúdió rövid idő alatt komoly szervezetté vált, világhírnévre tett szert. Az elkészült filmjeik külföldi fesztiválokat járták. Egy sereg újságíróval és hírneves rendezővel beszélgetnek és találkoznak a BBS tagjai. Mindezt a bonyolult és hivatalos munkát illetékes apparátus nélkül végzi. Az öttagú vezetőségen kívül csupáncsak egy gyártásvezető és egy titkárnő irányította az adminisztrációt, társadalmi munkaként. Gondoskodtak a saját továbbképzésükről: a filmtudománnyal interdiszciplináris szakterületek legkiválóbb képviselőit (pl.: George Sadoul, Mihail Romm, Henri Colpi, Andrzej Wajda, Igor Talankin…) hívták meg, és az előadások után vitatkoztak. Intézményesen három külföldi városban vetítették le BBS filmjeit: Milánóban, Párizsban és Rómában.